# Arin (cantante)
Choi Ye-won (en hangul, 최예원; Busan, 18 de junio de 1999), más conocida por su nombre artístico Arin (아린?), es una cantante y actriz surcoreana. Es miembro del grupo femenino Oh My Girl bajo el sello WM Entertainment.

## Biografía
Arin asistió a la escuela secundaria DongDuk y se graduó en la Escuela de Artes Escénicas de Seúl.

## Trayectoria

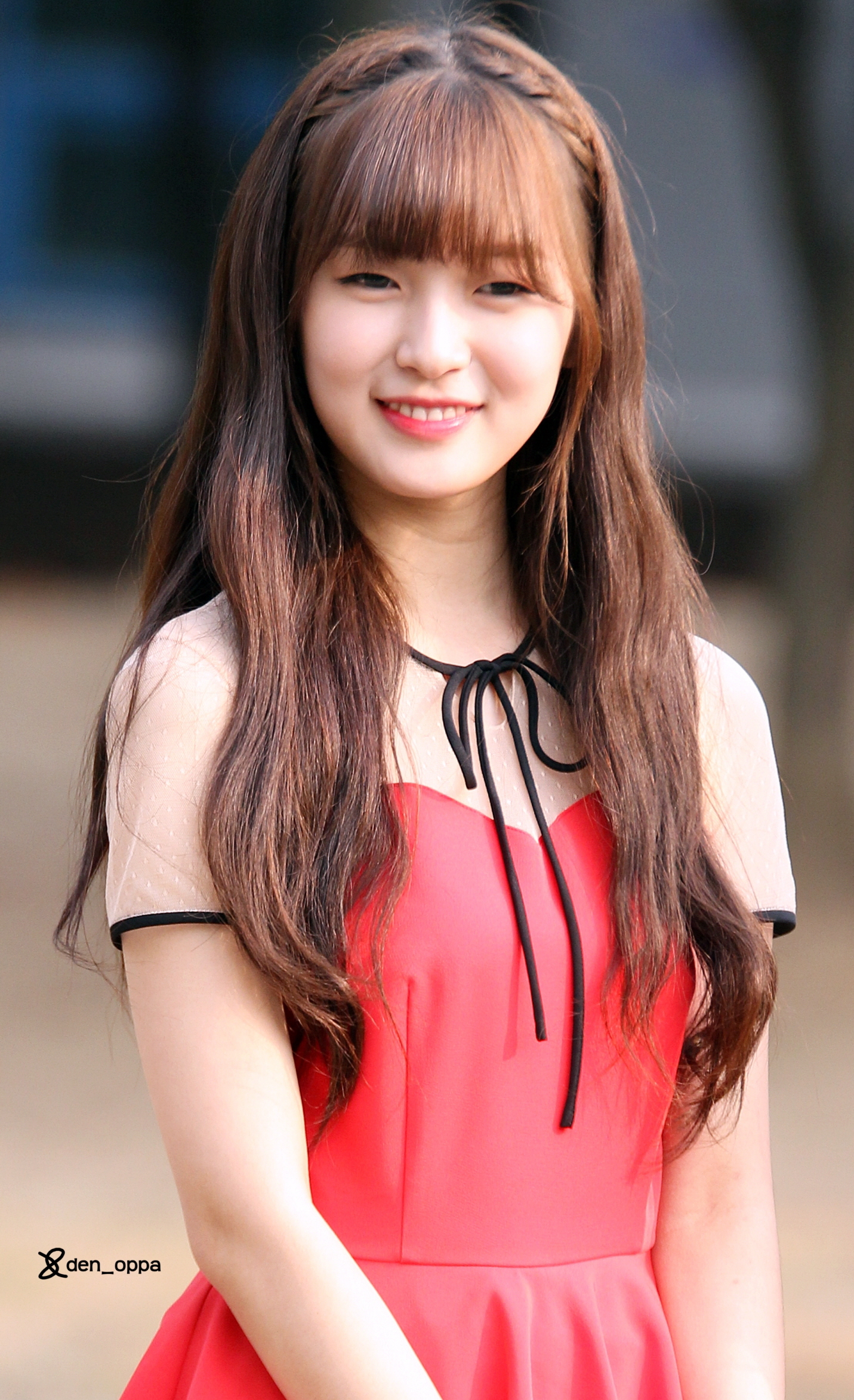
Arin en 2015

El 20 de abril de 2015, Arin debutó como miembro de Oh My Girl. Interpretó por primera vez su sencillo debut en el programa de SBS MTV, The Show, el 21 de abril de 2015. El 2 de abril de 2018, Arin debutó en primera subunidad de Oh My Girl, Oh My Girl Banhana. El 28 de diciembre de 2018 actuó Kissing You con Yeri de Red Velvet, Kei de Lovelyz, Umji de Gfriend, Dahyun de Twice y Yuqi de (G) I-dle. El 29 de marzo de 2019, apareció en The Hit y cantó «Remember Me» con sus compañeras de grupo Hyojung y Jiho. El 7 de septiembre de 2019 se anunció que Arin aparecería en 최신 유행 de XtvN. En agosto de 2019 se confirmó que Arin participaría en Queendom.
A principios de 2020, Arin protagonizó el drama surcoreano, The World of My 17 (también conocida como "A Girl's World") como Oh Na-ri, junto a Doah de Fanatics. En julio de 2020, Arin se convirtió en presentadora de Music Bank con Soobin de TXT .
Arin también es modelo de la empresa de ropa surcoreana BYC.

## Filmografía

### Series de televisión
| Año  | Título            | Papel         | Cadena | Ref           |
| ---- | ----------------- | ------------- | ------ | ------------- |
| 2022 | Alquimia de almas | Jin Cho-yeon  | tvN    | [ 14 ] [ 15 ] |
| 2025 | S Line            | Shin Hyun-hee | Wavve  |               |

### Series web
| Año  | Título             | Papel    | Cadena | Ref    |
| ---- | ------------------ | -------- | ------ | ------ |
| 2020 | The World of My 17 | Oh Na-ri | tvN    | [ 16 ] |

### Películas
| Año  | Título            | Papel | Ref.   |
| ---- | ----------------- | ----- | ------ |
| 2022 | Seoul Ghost Story |       | [ 17 ] |

### Programas de variedades
| Año  | Título      | Red | Notas                 |
| ---- | ----------- | --- | --------------------- |
| 2021 | Running Man | SBS | (ep. #581) - invitada |

### Reality Shows
| Año  | Cadena | Programa                          | Papel        | Notas                      | Ref.   |
| ---- | ------ | --------------------------------- | ------------ | -------------------------- | ------ |
| 2019 | XtvN   | The Ultimate Watchlist (Season 2) | Presentadora | Miembro del elenco         |        |
| 2019 | KBS    | The hit                           | Presentadora | Con Kan Mi-youn            | [ 8 ]  |
| 2019 | Mnet   | Queedom                           | Presentadora | Como miembro de Oh My Girl | [ 10 ] |
| 2020 | EBS    | No Bad Dog                        | Presentadora | Con su padre y hermano     | [ 19 ] |
| 2020 | KBS    | Music Bank                        | Presentadora | Con Soobin                 | [ 20 ] |

## Premios y nominaciones
| Año  | Premio                        | Categoría                                               | Nominado          | Resultado | Ref.   |
| ---- | ----------------------------- | ------------------------------------------------------- | ----------------- | --------- | ------ |
| 2020 | 18th KBS Entertainment Awards | Premio Rookie en la categoría de espectáculo / variedad | Music Bank        | Nominada  |        |
| 2020 | 18th KBS Entertainment Awards | Mejor pareja (con Soobin)                               | Music Bank        | Ganadora  | [ 21 ] |
| 2022 | Asia Model Awards             | Premio Rising Star (actriz)                             | Alquimia de almas | Ganadora  | [ 22 ] |